# وي في
(بالإنجليزية WayV وفي الصينية 威神V) وتلفظ «ويشن في» هي فرقة فرعية صينية ضمن الفرق الفرعية ل NCT تتكون من سبعة أعضاء: كون، تين، وينوين، لوكاس، شياوجون، هيندري ويانغ يانغ.
ل NCT ، وفي 31 ديسمبر 2018 تم الإعلان عن تشكيل الفرقة الفرعية بسبعة أعضاء التي ستعرض لأول مرة في يناير 2019 تحت وكالة أس ام انترتيمنت ووكالة الصينية للاس ام Lable V .

## تأريخهم
قبل الترسيم 2016-2018 :-
كان أعضاء WayV جزء من أس أم روكيز (هو فريق تدريب ما قبل الترسيم لوكالة أس أم انترتيمنت) في 16 يناير، أعلن لي سو مان (مؤسس وكالة الأس أم) عن خطط لأنشاء فرقة من عدد من الفتيان مع وجود عدة فرق فرعية في مدن حول العالم.
ظهر تين لأول مرة في الفرقة الفرعية الأولى NCT U في 10 أبريل 2016، وظهر وين وين لأول مرة كجزء من الوحدة الثانية NCT 127 في 7 يوليو 2016، وتم اعلان عن كون ولوكاس كأعضاء جدد في NCT U و NCT 2018 تم الإعلان عن WayV لأول مرة في 13 أغسطس 2018 عبر تويتر NCT تحت اسم NCT China . تم تأكيد ظهورهم لأول مرة للفرقه الفرعية الصينية في اواخر 2018 . في 15 أكتوبر اعلنت الاس ام عن ان الوحدة ستنطلق لأول مرة مع أعضاء صينين بالكامل في نوفمبر 2018، مع بدء الترويج للفرقة في الصين في 2019 .
في 31 ديسمبر اعلنت الاس ام عن الفرقة الفرعية الرابعة تحت اسم WayV في الحساب الرسمي للفرقة الفرعية في تطبيق الويبو وتتكون من سبعة أعضاء: كون، تين، وين وين، لوكاس، شياوجون، هيندري ويانغ يانغ.
الترسيم 2019 :-
في 17 يناير اصدرت الفرقة أول أغنية ترويجية للفرقة وهي "The Vision" مع النسخة الصينية لأغنية "NCT 127's "Regular كأغنية رئيسية.

## الاعضاء
| اسماء الشهرة | هانغول | الاسماء قبل الشهرة | تاريخ الميلاد  | البلد   |
| كون          | 쿤     | كوان كون           | 1 يناير 1996   | الصين   |
| تين          | 텐     | لي يونغ تشين       | 27 فبراير 1996 | تايلاند |
| وين وين      | 윈윈   | دونغ سي تشينغ      | 28 أكتوبر 1997 | الصين   |
| لوكاس        | 루카스 | يوك هي             | 25 يناير 1999  | الصين   |
| شياوجون      | 샤오쥔 | شياوديجون          | 8 اغسطس 1999   | الصين   |
| هيندري       | 헨더리 | كون هانغ           | 28 سبتمبر 1999 | ماكاو   |
| يانغ يانغ    | 양양   | ليو يانغ يانغ      | 10 أكتوبر 2000 | الصين   |

## وصلات خارجية
- أن سي تي وي في على موقع ميوزك برينز (الإنجليزية)
- أن سي تي وي في على موقع أول ميوزيك (الإنجليزية)
- أن سي تي وي في على موقع ديسكوغز (الإنجليزية)